# Nicola Pende

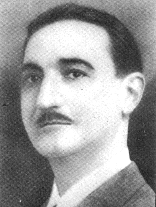
Nicola Pende

Nicola Pende (* 21. April 1880 in Noicattaro; † 8. Juni 1970 in Rom) war ein italienischer Endokrinologe.

## Leben
Er wurde am 21. April 1880 in Noicattaro geboren, wo er auch seine gesamte Kindheit verbrachte. Nachdem er seine medizinische und chirurgische Ausbildung in Rom abgeschlossen hatte, unterrichtete er an den Universitäten in Bari, Genua und Rom. Er war 1925 der Gründer der Universität Bari und war deren erster Rektor.
1934 wurde er zum Senator ernannt, nachdem er die Nominierung für die Accademia d’Italia abgelehnt hatte. Ende der 1930er Jahre trat er den Faschisten bei. Er starb am 6. Juni 1970 in Rom und ist auf dem Friedhof Campo Verano begraben.
Auf ihn geht die Bezeichnung „Endokrinologie“ zurück.
1973 wurde in seiner Geburtsstadt Noicattaro eine Schule nach ihm benannt und 1976 in Bari eine Straße (Via Nicola Pende). 2006 kam es zu Kontroversen über den Fortbestand dieser Benennungen, nachdem im Jahr zuvor das Buch „I dieci“ von Franco Cuomo erschienen war. Darin wurde der Umgang mit den Unterzeichnern des Manifests der rassistischen Wissenschaftler thematisiert, zu denen auch Pende gehörte.